# Eryngium alpinum
La calcatreppola alpina (Eryngium alpinum L., 1753), nota anche come regina delle Alpi,  è una pianta erbacea perenne dai fiori molto appariscenti appartenente alla famiglia delle Apiaceae.

## Etimologia
Il nome del genere (“Eryngium”) fa probabilmente riferimento alla parola che ricorda il riccio: “erinaceus” (in particolare dal greco “erungion” = “eringio”); ma potrebbe anche derivare da “eruma” (= difesa), in riferimento alle foglie spinose delle piante di questo genere.

Il nome della specie (“alpinum”) deriva dalla zona d'origine.

## Descrizione
La forma biologica della pianta è emicriptofita scaposa (H scap) : si tratta quindi di una pianta perennante tramite gemme situate sul terreno e con asse fiorale più o meno privo di foglie.

### Radici
L'apparato radicale è profondo e robusto.

### Fusto
I fusti sono solitari ed eretti. Di solito sono 3 – 4 forcati all'apice. Altezza media: 70 cm (minima: 30 cm; massima: 100 cm). Nella parte centrale il fusto presenta delle striature longitudinali violacee.

### Foglie
- Foglie basali: le foglie basali hanno la lamina intera e sono lungamente picciolate. La forma è largamente cuoriforme – triangolare. Il bordo è grossolanamente seghettato (dentato – spinoso). Dimensione delle foglie: larghezza 10 - – 15 cm; lunghezza 13 - – 17 cm.
- Foglie cauline: le foglie cauline sono sessili e progressivamente (verso l'alto) sempre più profondamente divise.

### Infiorescenza

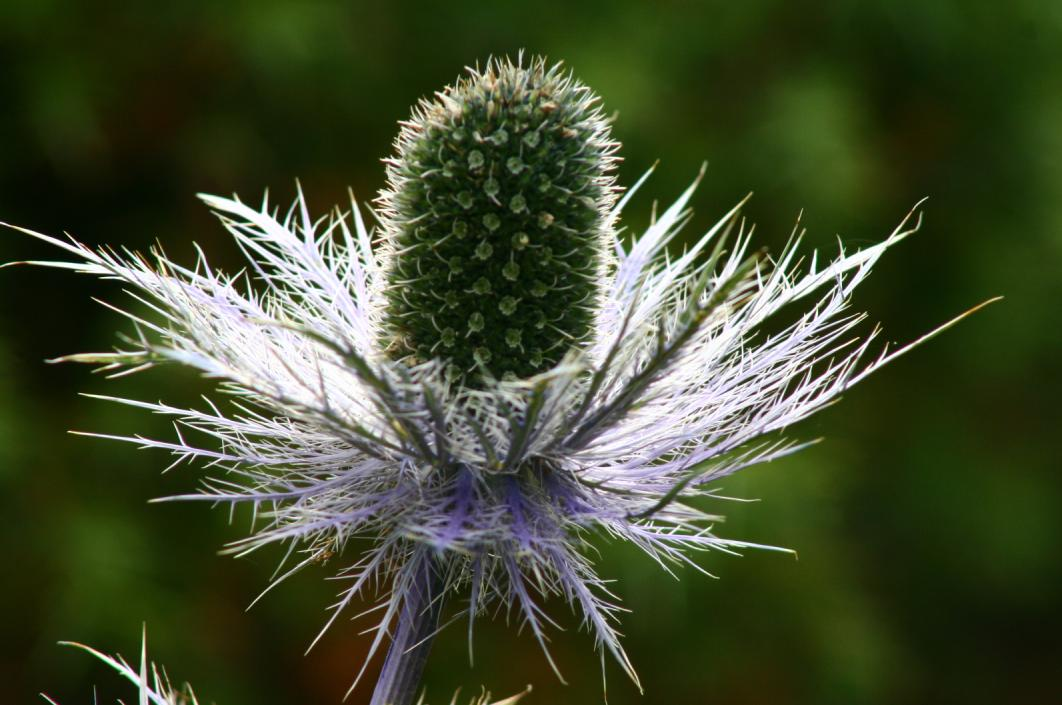
Infiorescenza

Il colore dell'infiorescenza è verde brillante alla base e azzurro ametistino (quasi cobalto) nella parte alta (le brattee dell'involucro). La forma è quella di un'ombrella contratta capuliniforme (capolini ovoidi cilindrici di circa 3 cm di altezza e 1,5 cm di diametro) ed è in posizione terminale sui rami principali. 
Le brattee dell'involucro sono da 12 a 20 a disposizione raggiante e consistenza rigida; sono inoltre bipennatifide (foglie composte le cui foglioline sono a loro volta pennate). I lobi di queste brattee sono setolose, quasi spinose (più esattamente sfrangiate). Lunghezza massima delle brattee: 25 cm.

### Fiori
I fiori veri e propri sono molto piccoli (2 mm) per cui la funzione vessilifera è svolta dall'ombrella. I fiori periferici sono unisessuali (oppure sterili); quelli interni (o centrali) sono ermafroditi. Entrambi sono attinomorfi e pentameri.
- Calice: il calice ha 5 denti di 2 - – 3 mm e sono più lunghi della corolla.
- Corolla: la corolla è praticamente priva di petali (fiori apetali).
- Androceo: gli stami sono 5.
- Gineceo: l'ovario è infero e bicarpellare con 2 stili divergenti.
- Fioritura: da luglio a settembre.
- Impollinazione: tramite insetti di vario tipo.

### Frutti
Il frutto è un achenio dalla forma di un ovoide (di circa 4 – 6 mm) ed è densamente spinoso (spinuloso o spinescente).

## Distribuzione e habitat
- Geoelemento: l'origine della pianta è endemica della fascia alpina (Endem. Alpica).
- Distribuzione: in Italia è considerata una pianta rara e comunque è presente solamente sulle Alpi (orientali e occidentali, centrali). È presente anche nella Alpi Dinariche e nel Giura.
- Nel 2025 ne è stato identificato un esemplare in Abruzzo, nel Parco nazionale del Gran Sasso e Monti della Laga[3]
- Habitat: cespuglieti subalpini sassosi e zona delle megaforbiete; la specie è calciofila.
- Distribuzione altitudinale: da 1500 - a 2500 m s.l.m..

## Tassonomia

### Ibridi
Di questa specie sono segnalati alcuni ibridi:
- Eryngium × hybridum A. Brunard (1927) : ibrido fra E. alpinum × E. campestre
- Eryngium × zabelii Bergmans (1924) : ibrido fra E. alpinum × E. bourgatii

## Conservazione
La Lista rossa IUCN classifica Eryngium alpinum come specie prossima alla minaccia di estinzione (Near Threatened).

## Usi

### Giardìnaggio
A causa della raccolta indiscriminata e distruttiva (per motivi ornamentali) è ora molto rara e si trova in prevalenza solamente come varietà coltivate nei vari giardini botanici.

## Galleria d'immagini

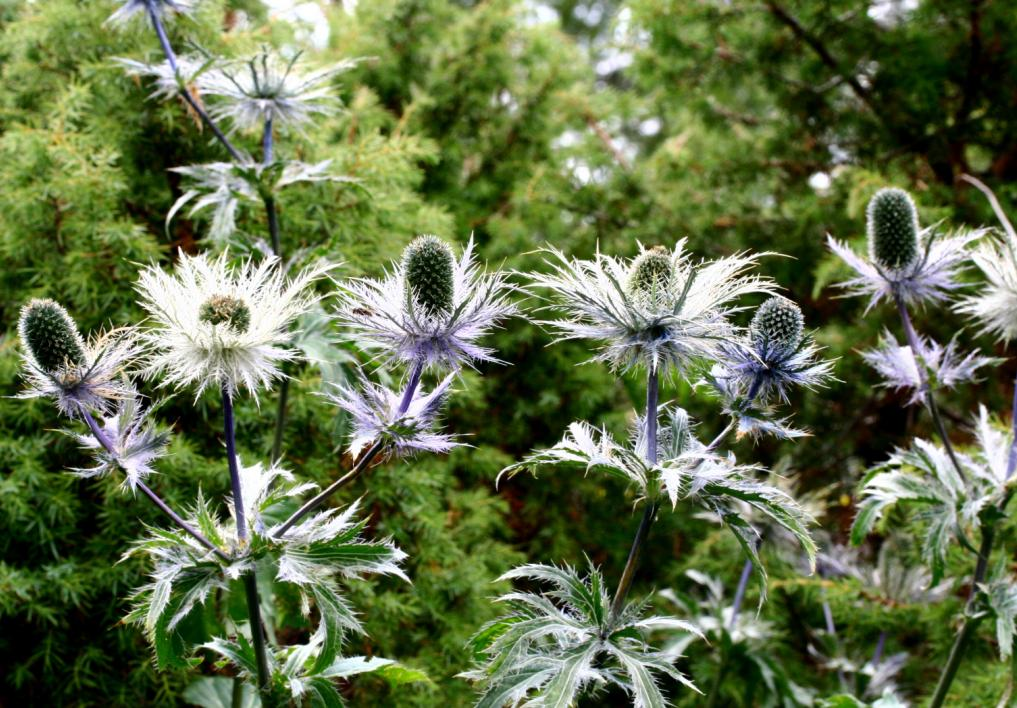
Eryngium alpinum
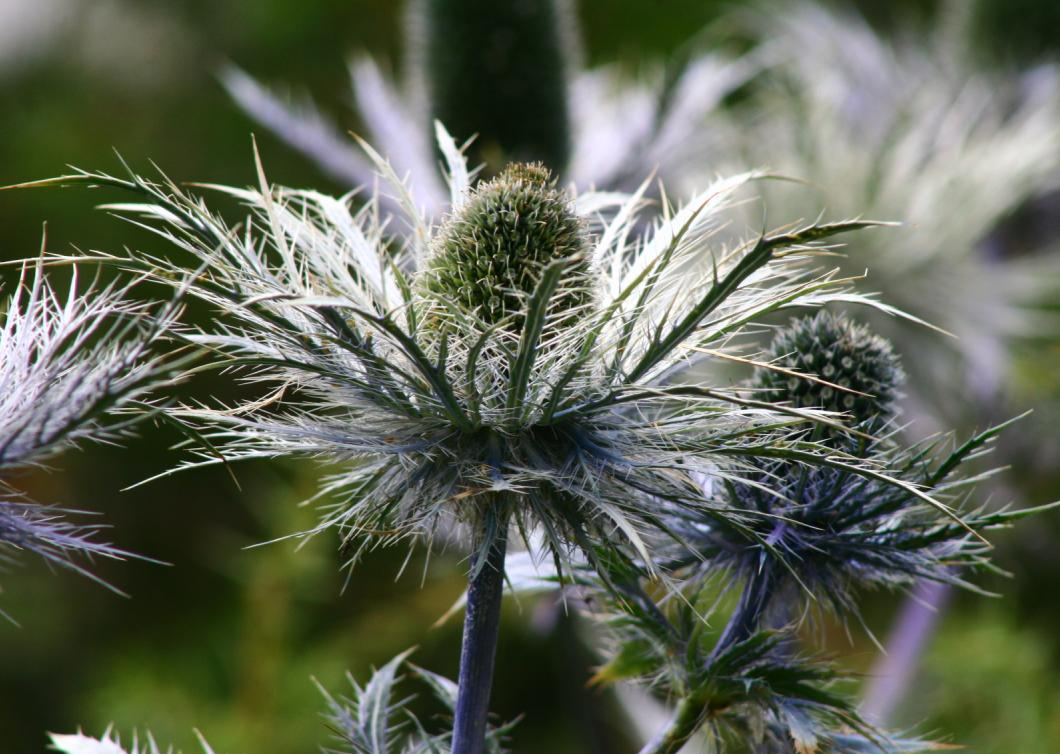
Eryngium alpinum, fiore
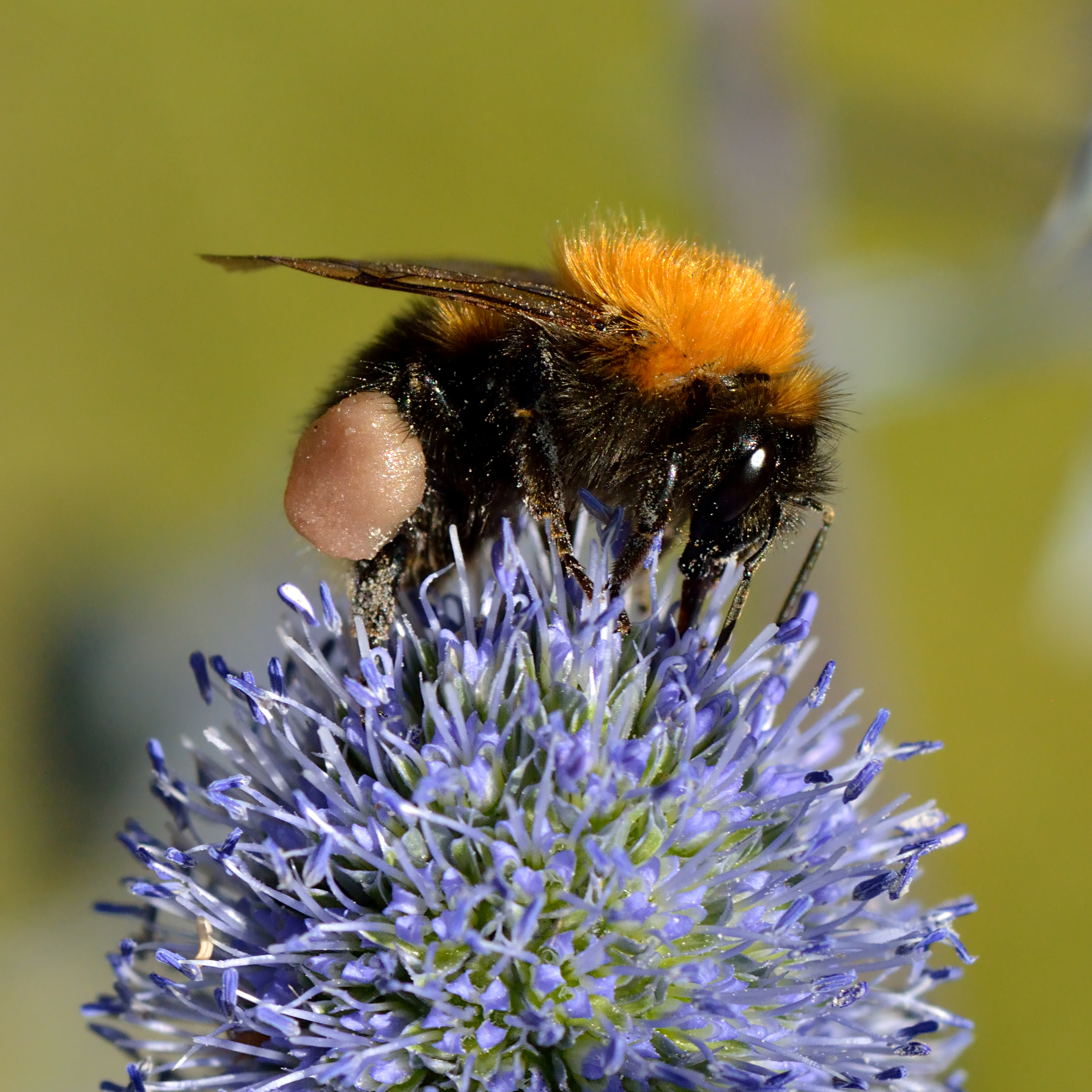
Bombus hypnorum su un fiore di Eryngium alpinum